# Nepomični odobalni objekt
Nepomični odobalni objekt pomorski objekt u potpunosti ili djelomično ukopan u morsko dno ili položen na morsko dno, koji nije namijenjen za plovidbu (npr. nepomični odobalni objekt za istraživanje i eksploataciju podmorja, podmorski cjevovod i sl.), izuzev podmorskog kabela i objekata prometne infrastrukture (npr. podmorski tunel, most oslonjen na morsko dno i sl.).